# تجمع الناجير (تريم)
'

تعديل مصدري - تعديل

تجمع الناجير هي إحدى قرى عزلة تريم بمديرية تريم التابعة لمحافظة حضرموت، بلغ تعداد سكانها 26 نسمة حسب تعداد اليمن لعام 2004.